# Lőportorony (Prága)

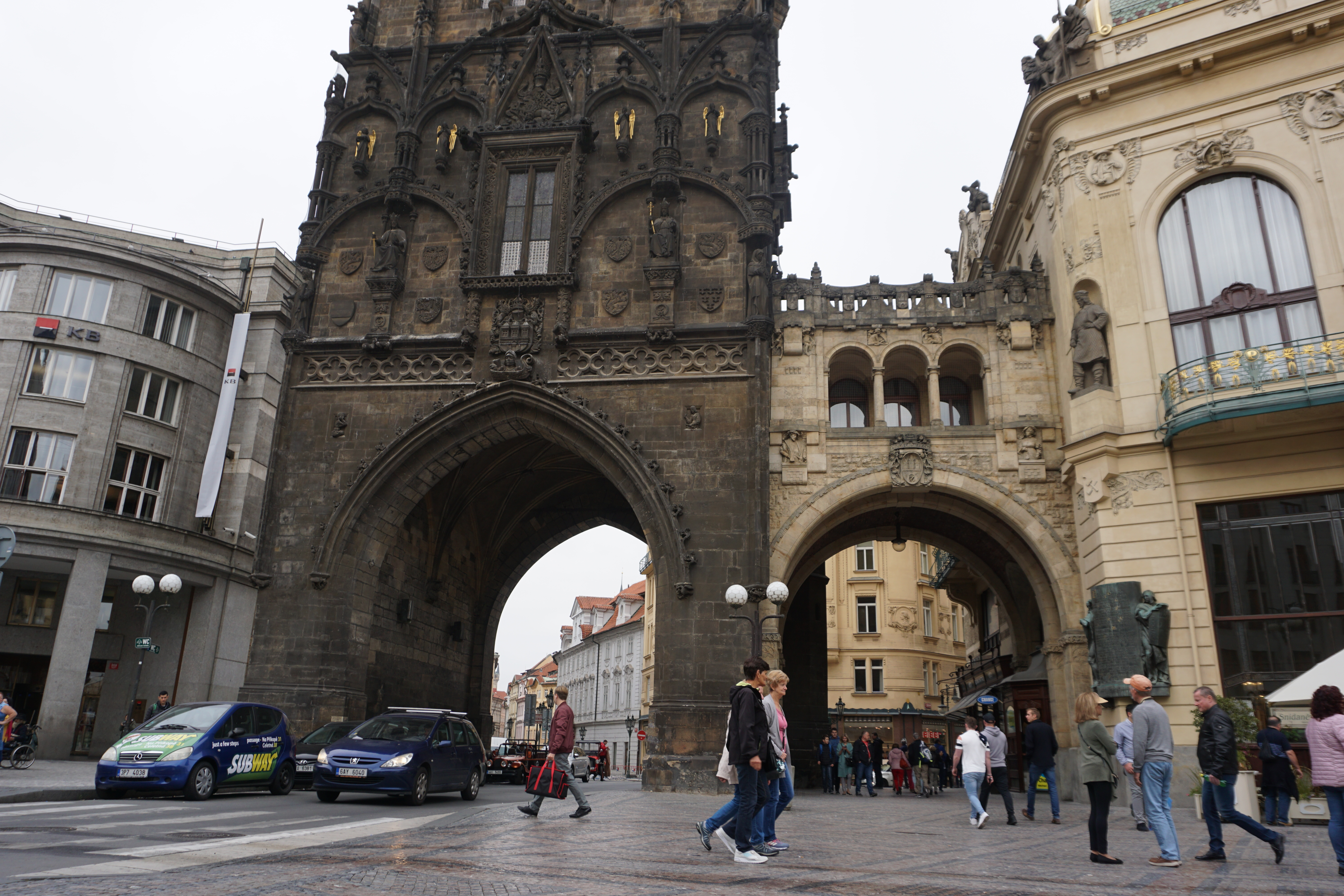

A Lőportorony (Prasná brána) a régi Prága egyik legjelentősebb épülete, az Óváros erődítéseinek legszebb maradványa. A városfal tizenhárom kapuja közül egyedül ez maradt meg. A Na příkopě és a Celetná utca sarkán, a Reprezentációs ház közelében áll.

## Története
Helyén már a 13. században is tornyos kapu állt, amely különösen a 14. században vált jelentőssé, amikor IV. Vencel a város ezen részén építtette fel királyi rezidenciáját. Eredetileg összekötötték a Királyi udvar nevű palotával — ez utóbbit a 20 század elején lebontották, és a helyén épült fel a Reprezentációs ház (Barangoló).
A ma ismert tornyot II. Ulászló koronázási ajándékaként 1475-ben kezdték építeni késő gótikus stílusban, Matěj Rejsek építőmester irányítása alatt. A kapu 33 évig épült. Amikor II. Ulászló 1483-ban a prágai várba tette át a székhelyét, az építkezés félbemaradt.
Nevét onnan kapta, hogy a 17. században puskaport tároltak benne. Homlokzatára az órát 1823-ban tették fel. 1876–1892 között Josef Mocker tervei alapján neogótikus stílusban restaurálták, némileg egyszerűsítették.

## Az épület
A 65 méter magas toronyba 186 lépcső visz fel. A falait látványos, sűrű hálózatú gótikus kődíszek között a cseh történelem jelentős alakjainak szobrai, vallási ábrázolatok, valamint főurak és városok címerei díszítik.